# Somme-Leuze
Somme-Leuze (en való Some-Leuze) és un municipi belga de la província de Namur a la regió valona. Comprèn les localitats de Baillonville, Bonsin, Chardeneux, Heure, Hogne, Nettinne, Noiseux, Sinsin i Waillet. L'1 de gener del 2024 tenia 6.084 habitants.